# Jordnedbrydning
Jordnedbrydning er forbundet med to udtryk, henholdsvis retrogression og degradation, der er knyttet til tabet af ligevægt i en stabil jordbund. Retrogression skyldes først og fremmest erosion, og det svarer til et forløb, hvor successionen fører tilbage til pionerforhold (som f.eks. nøgen jord).
Degradation er en udvikling, som igangsættes, når den oprindelige vegetation (ofte benævnt klimaks) er blevet erstattet af en sekundær vegetation. Dette skift ændrer mængde og sammensætning af jordens humus, og det påvirker andre forhold i jorden. Forandringen er direkte knyttet til menneskelig aktivitet.

## Jordsuccession som et cyklisk forløb
Jordbunden er overfladelaget i jordens skorpe, og den er opstået dels ved omdannelse af den oprindelige klippegrund og dels ved iblanding af organisk materiale.
Ved begyndelsen af jordbundels opståen fandtes kun den nøgne undergrund. Den bliver gradvist koloniseret af pionerarter (lavarter og mosser), så af urteagtig vegetation og buske og til slut af skov. Sideløbende hermed dannes først et humusholdigt lag (A-horisonten) med nogle mineralske lag neden under (B-horisonter). Hvert af de følgende udviklingstrin kendetegnes af en bestemt forbundethed mellem jordbund og vegetation, som på sin side er bestemmende for økosystemet.
Efter et vist stykke tid med parallel udvikling af jordbund og vegetation kommer der en tilstand af vedvarende balance. Dette udviklingstrin kaldes klimaks af nogle økologer og "naturligt potentiale" andre. Jordbundens succession er udviklingen hen mod denne vedvarende balance. Uanset hvad den kaldes, så er ligevægtstilstanden den højeste udviklingsform, som de naturlige miljøfaktorer kan fremkalde.
Jordtypernes udviklingskredsløb har meget forskellig varighed, nemlig fra tusinde år for jorde med hurtige kredsløb (udelukkende A-horisont) til over en million år for jorde med langsom udvikling.

## Økologiske faktorer i dannelsen af jordbund
Der er to slags økologiske faktorer, der har betydning for udvikling af jordbunden og dens omdannelse og humificering. Disse to faktorer er yderst væsentlige til forståelse af jordtyper under hastig udvikling.
- Den første faktor er områdets gennemsnitlige klima og den vegetation, der er opstået på det grundlag (biomet). Den faktor gør det muligt at afgrænse større områder i verden med deres vegetationer og jordbundstyper[2].
- Den anden faktor er mere lokal og hænger sammen med den oprindelige undergrund og stedets afdræningsforhold. Den faktor forklarer, hvorfor der opstår specialiserede levesteder (f.eks. højmoser).

## Afbrydelse i successionen
Ødelæggelse af vegetationen medfører ødelæggelse af højtudviklede jordtyper, regressiv evolution. Kredsløb af succession og regression i jordbunden afløser hinanden med korte intervaller (under menneskelig påvirkning) eller lange intervaller (klimabestemte variationer).
Klimaets rolle i nedbrydningen af undergrunden og dannelsen af jordtyperne har fundet sit udtryk i teorien om biorhexistase , som betoner virkningen af at vegetationsdækket bliver fjernet (af græsk: rhexein = at ”knække” eller ”afbryde”. I et vådt klima er betingelserne gunstige for nedbrydning af undergrunden (mest kemisk), udvikling af en vegetation og dannelse af en jordbund. Den periode, hvor disse gunstige betingelser findes, kaldes biostase (udviklingsfase)
Under tørre forhold er den blottede undergrund mest udsat for en fysisk-mekanisk nedbrydning, som skaber et groft sediment. Den periode kaldes rhexistase (afbrydelsesfase).

## Forstyrrelser i jordbundsbalancerne
Når økosystemet har nået den balancetilstand, som svarer til dets klimaks, er der en tendens til, at det forbliver stabilt i længere tid. Vegetationen, som har etableret sig på området, skaffer humus og sikrer en opstigende cirkulation af stoffer. Den skærmer jordbunden mod erosion ved at beskytte mod vandstrømme og vindslid. Endelig kan planterne også nedsætte erosionen ved at binde jordpartikler til deres rødder.
En forstyrrelse af klimakstilstanden vil skabe retrogression, men naturen vil søge at lappe på skaderne gennem sekundær succession, hvis muligheden findes. Den sekundære succession foregår meget hurtigere end den primære, da jordbunden allerede er dannet, også selv om den er nedbrudt og har behov for genopbygning.
Men når der er sket en væsentlig ødelæggelse af vegetationen (om det sker af naturlige grunde som f.eks. efter en lavine eller det skyldes menneskelig påvirkning), så er forstyrrelsen af økosystemet alt for betydningsfuld.
I det sidstnævnte tilfælde er erosionen årsag til en ødelæggelse af jordbundens øverste lag, og dette indleder en tilbagevenden til pionertilstanden. Fænomenet kaldes retrogression, og den kan være delvis eller total (i så fald er der intet tilbage ud over den blotlagte undergrund). Eksempelvis kan rydning af en skråning, som rammes af kraftig regn, medføre en fuldstændig ødelæggelse af jordbunden.
Mennesket kan ændre udviklingen af jortyperne radikalt ved direkte og brutale handlinger som f.eks. renafdrift, overudnyttelse, skovgræsning eller udskrabning af skovningsrester.
Klimaksvegetationen bliver gradvist udskiftet og jordtypen bliver erstattet (f.eks.: udskiftningen af bladrige skove med moser eller fyrreplantager). Retrogression kan ofte henføres til meget gamle, menneskelige fremgangsmåder.

## Betydningen af menneskelig aktivitet
Nedbrydning af jordbunden skyldes flere mekanismer: vand- eller vinderosion og kemisk eller fysisk nedbrydning. Erosion er kraftigt forbundet med menneskelig aktivitet. Veje øger mængden af uigennemstrængelige overflader, og det fører til afstrømning og tab af jord. Agerbrug sætter også skub i erosionen (forøgede markarealer forbundet med fjernelse af hegn og grøfter). Enge mistes til fordel for pløjede marker. Mængden af forårsudsåede kulturer (solsikker, majs, roer) øges og efterlader jorden blottet om vinteren. Skråninger bliver lidt efter lidt koloniseret af slyngplanter. Endelig lader brugen af ukrudtsmidler jorden ligge bar mellem hver afgrøde. Nye dyrkningsformer, heriblandt mekanisering, øger også risikoen for erosion. Gødskning med mineralske gødninger (”kunstgødning”) i stedet for organiske ødelægger gradvist jorden. Mange forskere har lagt mærke til en gradvis nedgang i indholdet af organisk stof i jordbunden, ligesom der også er en nedgang i den biologiske aktivitet i jorden (specielt i forhold til brugen af kemiske midler).
Endelig er skovrydning i særdeleshed ansvarlig for nedbrydning af skovenes jordtyper.
Jorddyrkning foerøger risikoen for erosion ved dens forstyrrelse af vegetationen i form af:
- intensiv græsning
- dyrkning af monokulturer
- dyrkning i rækker
- fræsning eller pløjning
- fjernelse af afgrøder
- inddragelse af udyrkede arealer

## Konsekvenser af jordbundsregression og -ødelæggelse
- Virkning på høstudbyttet: De seneste forøgelser i befolkningstallene har sat klodens jordbundssystemer under stærkt pres. Flere end 5,5 milliarder mennesker bruger nu ca. 10% af landjorden til dyrkning af argrøder og kvæghold. Mange jordtyper er udsat for forskellige slags ødelæggelser, som i sidste ende kan forrringe deres evne til at frembringe fødemidler. En svag ødelæggelse kaldes det, når landbrugsjordens ydeevne er nedsat med 10% Slight degradation refers to land where yield potential has been reduced by 10%, moderat ødelæggelse svarer til en udbyttenedgang på 10-50%. Alvorligt ødelagte jordtyper har mistet mere end 50% af deres kapacitet. De allermest ødelagte jorde findes i udviklingslande i Asien og Afrika.

- Naturkatastrofer : jordskred og oversvømmelser er årsag til, at mange mennesker og dyr lider døden hvert år

- Forringelse af vandkvalitet: Den forøgede ukrahed i vandet og indholdet af kvælstof og fosfor kan medføre overgødskning. Jordpartikler i overfladevand ledsages desuden af stoffer fra landbruget og visse forureninger fra industri, byområder og vejnet (f.eks, tungmetaller). Den økologiske virkning af landbrugets påvirkninger (f.eks. fra brugen af ukrudtsmidler) er vanskelig at bedømme på grund af de mange forskellige stoffer og deres bredspektrede virkefelter.

- Biodiversitet : Ødelæggelse af jordbunden kan dreje sig om, at klimaksvegetationen forsvinder og at den vilde faunas levesteder forrringes, hvad der fører til tab af biodiversitet og til at dyrearter uddør.

## Jordforbedring og -genopbygning
Problemer med jorderosion kan lader sig ordne, og visse fremgangsmåder kan føre til forbedring og genskabelse af jordbunden. Selv om metoderne til at reducere jorderosion er simple, benyttes de sjældent, fordi prisen på disse fremgangsmåder overstiger den kortsigtede gavn af dem. Det at genopbygge en god jordbund kan især gennemføres ved at forbedre jordbundens struktur, ved tilførsel af organisk stof og ved begrænsning af afstrømning. Disse teknikker vil dog aldrig fuldstændigt kunne genskabe en bestemt jordbund (og dens tilknyttede fauna og), som det har taget mere end 1.000 år at opbygge.

## Eksterne links
- Pirjo Hellemaa: The development of coastal dunes and their vegetation in Finland i Fennia, 1998, 176(engelsk)
- UN: Transforming our world: the 2030 Agenda for Sustainable Development Arkiveret 7. marts 2017 hos  Wayback Machine, vedtaget af FNs generalforsamling den 15. 9. 2015, se side 15-16 (engelsk)
- G.W. J. van Lynden: Soil Degradation in Central and Eastern Europe The Assessment of the Status of Human-Induced Soil Degradation Arkiveret 14. marts 2016 hos  Wayback Machine (FAO-rapport 2000) (engelsk)
- Arwyn Jones, Luca Montanarella og Robert Jones (udg.): Soil Atlas of Europe, fra European Soil Data Centre (ESDAC), ISBN 92-894-8120-X.(engelsk).